# Lisa Tomaschewsky

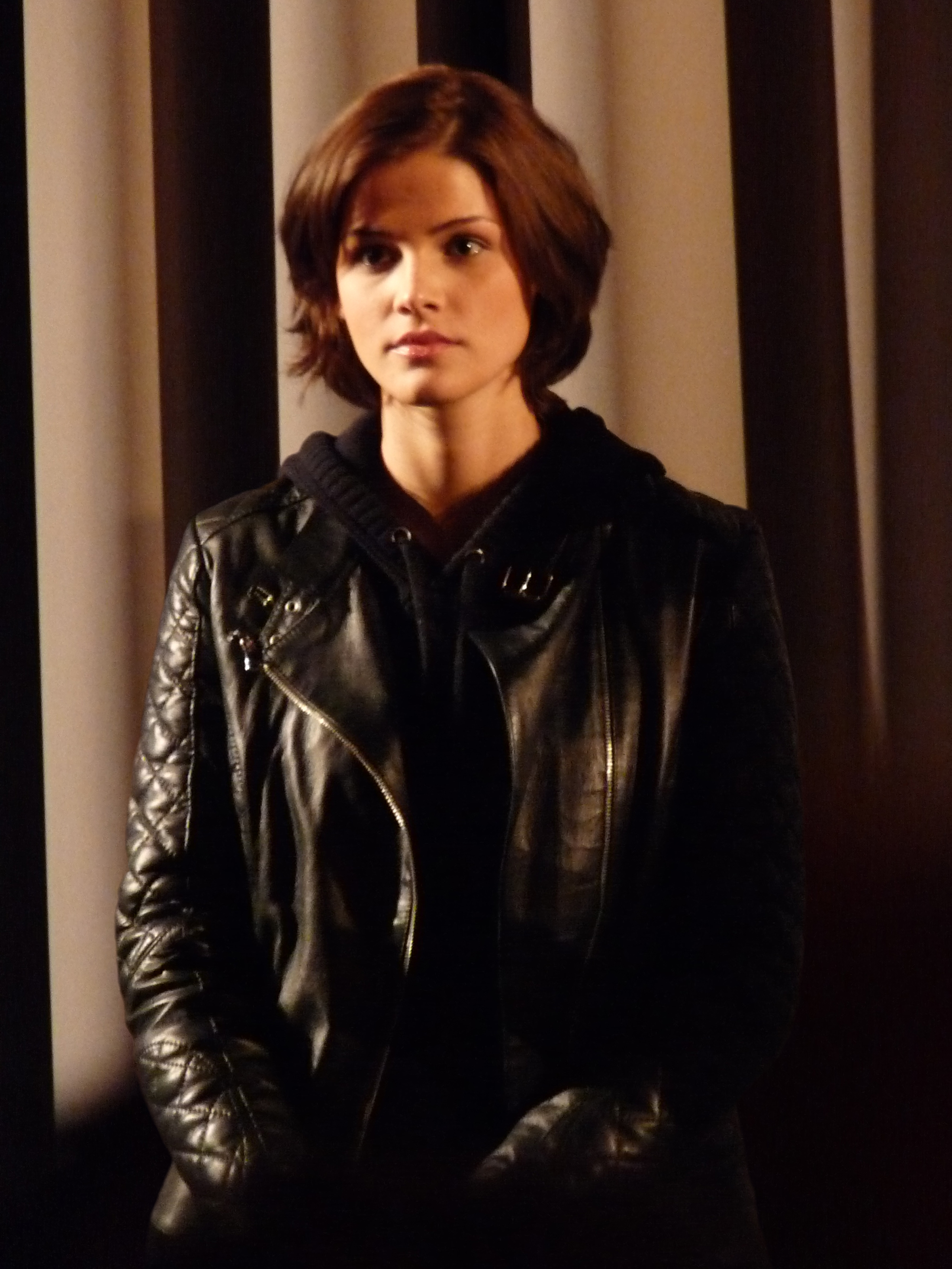
Lisa Tomaschewsky (2013)

Lisa Tomaschewsky (* 22. Juli 1988 in Itzehoe) ist eine deutsche Schauspielerin und Model.

## Leben
Tomaschewsky wuchs in Glückstadt auf. Sie besuchte die Kooperative Gesamtschule Elmshorn (KGSE). Im Alter von 14 Jahren begann sie zu modeln, zunächst ohne Wissen ihrer Eltern. Die Schule beendete sie auf Grund des frühen beruflichen Erfolgs mit dem Hauptschulabschluss, holte aber später das Abitur per Fernstudium nach.
Lisa Tomaschewsky hielt sich zunächst auch mit Nebenjobs über Wasser und zog mit 18 nach Hamburg. Danach wurde sie von der Modelagentur Elite Models in Mailand unter Vertrag genommen. Sie stand unter anderem für die Firmen Triumph Dessous, Tommy Hilfiger und Mexx vor der Kamera und stellte dabei in mehreren Kampagnen das „Gesicht der Marke“ dar. Im Februar 2009 war Tomaschewsky das „Playmate des Monats“ der Zeitschrift Playboy.
Nebenbei nahm Tomaschewsky Schauspielunterricht in Los Angeles und an der Schule für Schauspiel Hamburg. 2011 wurde sie für eine Hauptrolle in der ARD-Soap Verbotene Liebe besetzt, war dort jedoch nur vom 13. April bis 6. Mai als Kim Wolf zu sehen, da sie bereits nach vier Wochen krankheitsbedingt wieder ausschied. Nur kurze Zeit später folgte das Casting für die Tragikomödie Heute bin ich blond, in der sie unter der Regie von Marc Rothemund ihre erste Kinorolle, nämlich die Hauptfigur der 21-jährigen, an Krebs erkrankten Studentin Sophie Ritter spielte, die sich von ihrer Krankheit nicht unterkriegen lässt. Der Film, der am 28. März 2013 anlief, wurde 2012 gedreht. Im selben Jahr übernahm Tomaschewsky eine Episodenhauptrolle in der ARD-Krimiserie Polizeiruf 110. Zudem stand sie für den ZDF-Sonntagsfilm Frühlingsgeflüster (Erstausstrahlung: Februar 2014) als Janina Weber vor der Kamera, in dem sie eine unglücklich in einen schwulen Fahrlehrer verliebte, eifersüchtige Fahrschülerin verkörperte.
In der ZDF-Krimireihe Dresden Mord, deren erster Film 2015 unter dem Titel Die Wallensteins ausgestrahlt wurde, spielt Tomaschewsky, an der Seite von Anja Kling als Kriminalhauptkommissarin Bärbel Wallenstein, die Kriminalkommissarin Kim Tilly in einem Mutter-Tochter-Ermittlerteam. 
Auf dem Cover von Till Brönners Album Nightfall aus dem Jahr 2017 ist Tomaschewsky als Model zu sehen. Im Musikvideo zu James Blunts Song OK (2017) spielte sie die Rolle der Simona. 
Tomaschewsky lebt in Berlin.

## Filmografie
- 2011: Verbotene Liebe (13 Episoden)
- 2011: Die Summe meiner einzelnen Teile
- 2013: Küstenwache – Miss Ostsee
- 2013: Polizeiruf 110 – Laufsteg in den Tod
- 2013: Heute bin ich blond
- 2014: Audrey
- 2014: Frühlingsgeflüster
- 2014: SOKO Leipzig (3 Episoden)
- 2015: Alles Verbrecher – Leiche im Keller
- 2015: Die Wallensteins – Dresdner Dämonen
- 2015: Deutschland 83 (8 Episoden)
- 2016: Seitenwechsel
- 2016: Dresden Mord – Nachtgestalten
- 2016: Verrückt nach Fixi
- 2017: Letzte Spur Berlin – Verbrannt
- 2017: Letzte Spur Berlin – Tauschgeschäft
- 2017: OK (Musikvideo)
- 2018: Hot Dog
- 2018: Beck is back! – Liebe bis zum Schluss
- 2018: Ein Fall für zwei – Tod eines Piloten
- 2019: Berlin Station
- 2019: Walpurgisnacht – Die Mädchen und der Tod
- 2019: Gut gegen Nordwind
- 2023: Sweat – Fit-Friday